# Australian Securities Exchange
Australian Securities Exchange (ASX) er en australsk børs med hovedsæde i Sydney. Den er etableret ved en fusion mellem Australian Stock Exchange og Sydney Futures Exchange i Juli 2006. Det er den største børs-virksomhed i Australien og i 2011 udgjorde børsens i alt 2.227 noterede aktier en markedsværdi på 1.198 mia. USD. 
1. august 2010 lancerede ASX et nyt navn og koncernstruktur. ASX Group blev det nye navn, der erstattede Australian Securities Exchange, som dog forbliver navnet som virksomheden er børsnoteret med og handler under. 
ASX tilbyder produkter såsom andele, futures, optioner, warrants, contracts for difference, exchange traded funds, realkreditlån, aktier og værdipapirer.
De største aktier efter deres markedsværdi, som der handles på ASX, er bl.a. BHP Billiton, Commonwealth Bank of Australia, Westpac, Telstra Corporation, Rio Tinto, National Australia Bank og Australia and New Zealand Banking Group.  Pr. marts 2010, så var de største sektorer efter markedsværdi Finanssektoren (36%), metaler og minedrift (22%) og detail (13%).
Det væsentligste aktieindeks er S&P/ASX 200, et indeks med top 200 aktier noteret på ASX. Det supplerer det tidligere væsentligste aktieindeks All Ordinaries, som fortsat fungerer parallelt med S&P ASX 200. Andre aktieindeks er S&P/ASX 100 og S&P/ASX 50.

## Historie
Børsen begyndte som seks forskellige børser i Melbourne (1861), Sydney (1871), Hobart (1882), Brisbane (1884), Adelaide (1887) og Perth (1889). Endnu en børs Launceston blev fusioneret med Hobart Exchange.
I 1937 blev Australian Associated Stock Exchanges (AASE) etableret, med repræsentanter fra hver børs. Over tid etablerede AASE fælles noteringsregler, regler for aktiehandlere og for kommissionssatser.
ASX (Australian Stock Exchange Limited) blev etableret i 1987 med tilladelse fra Australiens parlament, der godkendte sammenlægningen af de seks børser. Efter sammenlægningen blev ASX den første børs i verden, der havde sine egne aktier noteret på sin egen børs. ASX blev børsnoteret 14. oktober 1998. 7. juli 2006 fusionerede Australian Stock Exchange med SFE Corporation (holdingselskabet bag Sydney Futures Exchange).

## Handelssystem
Siden 29. november 2010 har alle ASX værdipapirprodukter været handlet i børsens eget system ASX Trade. ASX Trade er baseret på NASDAQ OMXs Genium INET system.